# Alpha Ethniki 1971-1972
L'Alpha Ethniki 1971-1972 fu la 36ª edizione della massima serie del campionato di calcio greco, conclusa con la vittoria del Panathīnaïkos, al suo undicesimo titolo.
Capocannoniere del torneo fu Antōnīs Antōniadīs (Panathīnaïkos), con 39 reti.

## Formula
Le squadre partecipanti furono 18 e disputarono un girone di andata e ritorno per un totale di 34 partite.
Alle 17 squadre greche si aggiunsero i campioni del campionato cipriota della stagione precedente.
Le squadre retrocesse furono tre: nel caso la squadra cipriota fosse una di queste verrebbe sostituita dai campioni della stagione in corso e la quindicesima classificata diventerebbe la terza squadra greca retrocessa.
Il punteggio prevedeva tre punti per la vittoria, due per il pareggio e uno per la sconfitta.
L'Olympiakos Nicosia fu penalizzato di un punto.
Le squadre ammesse alle coppe europee furono quattro: i campioni alla Coppa dei Campioni 1972-1973, la vincitrice della coppa nazionale alla Coppa delle Coppe 1972-1973 e seconda e terza classificata alla Coppa UEFA 1972-1973.

## Squadre partecipanti
| Squadra            | Città      | Stadio | Stagione 1970-1971 |
| ------------------ | ---------- | ------ | ------------------ |
| AEK Atene          | Atene      |        | Campione di Grecia |
| Apollōn Smyrnīs    | Atene      |        | 6°                 |
| Arīs Salonicco     | Salonicco  |        | 10°                |
| Egaleo             | Egaleo     |        | 4°                 |
| Ethnikos Pireo     | Il Pireo   |        | 9°                 |
| Fostiras           | Tavros     |        | 12°                |
| Īraklīs            | Salonicco  |        | 5°                 |
| Kavala             | Kavala     |        | 11°                |
| Olympiacos         | Il Pireo   |        | 7°                 |
| Olympiakos Nicosia | Nicosia    |        | Campione di Cipro  |
| Olympiakos Volos   | Volos      |        | Beta Ethniki       |
| Panachaïkī         | Patrasso   |        | Beta Ethniki       |
| Panathīnaïkos      | Atene      |        | 3°                 |
| Paniōnios          | Nea Smyrnī |        | 2°                 |
| PAOK               | Salonicco  |        | 8°                 |
| Pierikos           | Katerini   |        | 14°                |
| Trikala            | Trikala    |        | Beta Ethniki       |
| GAS Veria          | Veria      |        | 13°                |

## Classifica finale
|                   | Pos. | Squadra            | Pt | G  | V  | N  | P  | GF | GS | DR  |
| ----------------- | ---- | ------------------ | -- | -- | -- | -- | -- | -- | -- | --- |
| Grecia (bandiera) | 1.   | Panathīnaïkos      | 88 | 34 | 24 | 6  | 4  | 89 | 23 | +66 |
|                   | 2.   | Olympiacos         | 83 | 34 | 20 | 9  | 5  | 61 | 33 | +28 |
|                   | 3.   | AEK Atene          | 82 | 34 | 20 | 8  | 6  | 57 | 23 | +34 |
|                   | 4.   | Arīs Salonicco     | 81 | 34 | 18 | 11 | 5  | 52 | 25 | +27 |
|                   | 5.   | PAOK               | 80 | 34 | 18 | 10 | 6  | 53 | 27 | +26 |
|                   | 6.   | Panachaïkī         | 70 | 34 | 11 | 14 | 9  | 40 | 35 | +5  |
|                   | 7.   | Paniōnios          | 69 | 34 | 13 | 9  | 12 | 32 | 33 | -1  |
|                   | 8.   | Ethnikos Pireo     | 67 | 34 | 9  | 15 | 10 | 39 | 36 | -3  |
|                   | 9.   | Īraklīs            | 67 | 34 | 11 | 11 | 12 | 36 | 40 | -4  |
|                   | 10.  | Kavala             | 66 | 34 | 12 | 8  | 14 | 34 | 38 | -4  |
|                   | 11.  | Egaleo             | 65 | 34 | 11 | 9  | 14 | 31 | 46 | -15 |
|                   | 12.  | Trikala            | 64 | 34 | 9  | 12 | 13 | 38 | 43 | -5  |
|                   | 13.  | Olympiakos Volos   | 62 | 34 | 10 | 8  | 16 | 26 | 43 | -17 |
|                   | 14.  | Fostiras           | 62 | 34 | 8  | 12 | 14 | 37 | 53 | -16 |
|                   | 15.  | GAS Veria          | 59 | 34 | 7  | 11 | 16 | 23 | 56 | -33 |
|                   | 16.  | Pierikos           | 58 | 34 | 5  | 14 | 15 | 26 | 48 | -22 |
|                   | 17.  | Apollōn Smyrnīs    | 56 | 34 | 7  | 8  | 19 | 32 | 55 | -23 |
|                   | 18.  | Olympiakos Nicosia | 44 | 34 | 2  | 7  | 25 | 14 | 63 | -49 |

Legenda:

      Campione di Grecia
      Ammesso alla Coppa UEFA
      Ammesso alla Coppa delle Coppe
      Retrocesso in Beta Ethniki
Note:

Tre punti a vittoria, due a pareggio, uno a sconfitta.
Olympiakos Nicosia penalizzato di 1 punto.

### Verdetti
- Panathinaikos campione di Grecia 1971-72 e qualificato alla Coppa dei Campioni
- Olympiacos Pireo e AEK Atene qualificati alla Coppa UEFA
- PAOK Salonicco qualificato alla Coppa delle Coppe
- Veria, Pierikos, Apollon Atene retrocesse in Beta Ethniki.
- Olympiakos Nicosia torna nel campionato cipriota di calcio.